# Lars Calmfors
Lars Anders Calmfors, född 12 juli 1948 i Sankt Matteus församling i Stockholms län, är en svensk nationalekonom och professor emeritus i internationell ekonomi vid Institutet för internationell ekonomi vid Stockholms universitet. Han har varit verksam där från 1974 (som professor 1988–2015, biträdande chef 1988–1995 och chef 1995–1997). Han är forskare vid Institutet för Näringslivsforskning (IFN) sedan 2015.

## Utbildning
Åren 1967–1968 genomförde Calmfors sin värnplikt på Försvarets Tolkskola där han gick ut som kursetta  Han blev filosofie kandidat vid Stockholms universitet 1970. Calmfors avlade ekonomexamen vid Handelshögskolan i Stockholm 1971 och erhöll titeln civilekonom, avlade doktorsexamen vid samma högskola 1978 och blev docent där 1983.

## Karriär
Calmfors forskning gäller arbetsmarknads- och makroekonomi. Hans främsta bidrag avser lönebildning, fackliga organisationer och kollektivavtal samt effekterna av arbetsmarknadspolitik. Det mest uppmärksammade bidraget är formuleringen av den så kallade Calmfors-Driffill-kurvan 1988 i en artikel samförfattad med den brittiske ekonomen John Driffill. Enligt Calmfors-Driffill-kurvan finns det ett puckelformat samband mellan å ena sidan graden av samordning av olika kollektivavtal och å andra sidan lönenivå och arbetslöshet. Såväl decentraliserade avtalsförhandlingar på företagsnivå som samordnade förhandlingar på nationell nivå kan leda till återhållsamhet i lönebildningen. Vid företagsvisa avtal verkar konkurrenstrycket på det enskilda företaget återhållande, vid nationellt samordnade avtal har parterna starka incitament att ta samhällsekonomiska hänsyn. Vid okoordinerade förhandlingar på branschnivå blir varken konkurrenstryck eller samhällsekonomiska hänsynstaganden tillräckligt starka för att skapa incitament för en ansvarsfull lönebildning. Branschvisa förhandlingar leder därför till högre lönenivå (puckeln i sambandet) än både decentraliserade och samordnade förhandlingar. Denna mekanism är starkare ju mindre öppen en ekonomi är för internationell konkurrens. Med större öppenhet blir puckeln plattare.
Calmfors var ledamot i SNS Konjunkturråd 1982 och 1986–1988 och argumenterade då för den så kallade normpolitiken. Han var ordförande i Ekonomiska rådet, en vetenskaplig rådgivargrupp till Finansdepartementet, 1993–2001. Han startade då tidskriften Swedish Economic Policy Review som gavs ut av Ekonomiska rådet till och med 2008. År 2009 omvandlades tidskriften till Nordic Economic Policy Review som ges ut av Nordiska ministerrådet. Calmfors var huvudredaktör för denna tidskrift 2018–2020. 
Calmfors var ordförande för den utredning (SOU 1996:158, känd som Calmforsutredningen, Calmforsrapporten eller EMU-utredningen) som 1996 rekommenderade Sveriges regering att avvakta med att införa euron tills de ekonomiska problemen i form av hög arbetslöshet och svaga statsfinanser i spåren av 1990-talskrisen retts ut. Vid folkomröstningen om införande av euron i Sverige 2003 förespråkade Calmfors ett inträde men var kritisk mot ja-sidans argumentation som han menade överdrev de ekonomiska fördelarna med ett medlemskap i valutaunionen.
Han var ledamot i Kommittén för Sveriges Riksbanks pris i ekonomisk vetenskap till Alfred Nobels minne 1996–1998 och 2003–2007.
Calmfors föreslog som expert i Arbetsmarknadspolitiska kommittén (SOU 1996:34) att det skulle inrättas en fristående arbetsmarknadspolitisk utvärderingsmyndighet för att granska arbetsmarknadspolitiken i Sverige. En sådan myndighet – IFAU, Institutet för arbetsmarknads- och utbildningspolitisk utvärdering – inrättades 1997. Calmfors var ledamot av styrelsen 1997–2004. Han  föreslog i början av 2000-talet inrättandet av ett finanspolitiskt råd och blev sedan 2007–2011 den förste ordföranden i Finanspolitiska rådet, en myndighet med uppgift att utvärdera den ekonomiska politiken. Calmfors och rådet kritiserade alliansregeringens finanspolitik under den globala finanskrisen 2008–10 för att vara alltför kontraktiv, vilket ledde till en konflikt med finansministern Anders Borg.
Åren 2015–2018 ledde Calmfors som ordförande Arbetsmarknadsekonomiska rådet, en oberoende expertgrupp som upprättades av Svenskt Näringsliv för att analysera arbetsmarknadens funktionssätt. Rådets rapporter föreslog bland annat nya typer av lågkvalificerade jobb med låga minimilöner och reformer av rådande avtalssystem enligt vilket industrins märkessättning styr de avtalade löneökningarna i hela ekonomin.
Calmfors har haft ett antal internationella uppdrag, bland annat för European Economic Advisory Group, EEAG (ledamot 2003–2008 och 2011–2012, ordförande 2006–2008), EU-kommissionen, Europaparlamentet, OECD, Nordiska ministerrådet samt regeringarna i Finland, Norge och Storbritannien. 
Han var ledamot av Kungliga Vetenskapsakademiens styrelse 2001–2007 och av Vetenskapsrådets styrelse 2007–2012. 2001–2009 var han ordförande i SNS Vetenskapliga råd. 
Calmfors har varit en flitig deltagare i den svenska ekonomisk-politiska debatten. Sedan 2011 har skrivit regelbundna kolumner i ekonomiska och andra ämnen i Dagens Nyheter. Han är sedan 2020 ledamot i finansministerns ekonomiska råd samt sedan 2023 i arbetsmarknadsministerns arbetsmarknadspolitiska råd och Arbetsförmedlingens vetenskapliga råd. Sedan 2022 är han ordförande i Fores Vetenskapliga råd. År 2021 gav han ut sina memoarer, som handlade om samspelet mellan ekonomisk forskning och ekonomisk politik: Mellan forskning och politik: 50 år av samhällsdebatt.

## Familj
Lars Calmfors är son till Hans Calmfors (stadssekreterare i Stockholms stad 1961–1981) och hans hustru Wera, född Andersson (auktoriserad translator). Han var gift med Marja Ruohola 1978–85 och med Eva Öjborn 1986–2015. Han har fyra barn.

## Priser och utmärkelser
- 1981 - Erik Lindahl-priset 1981
- 1986, 1987, 1989, 1990 och 1992 - Jan Wallanders och Tom Hedelius stiftelses pris för publicering i internationella tidskrifter
- 2003 - Söderbergska priset
- 2006 - Hans Majestät Konungens medalj av åttonde graden för ”viktiga bidrag till ekonomisk forskning och utveckling”
- 2009 - Félix Neubergh-priset
- 2010 - Kungl. Vetenskapssocietetens Thuréuspris, teknisk-vetenskapliga klassen

## Ledamotskap
- 1993 - Ledamot av Kungliga Ingenjörsvetenskapsakademien
- 1995 - Ledamot av Kungliga Vetenskapsakademien